# Aleksandr Igorevič Griščuk
Aleksandr Igorevič Griščuk (in russo Александр Игоревич Грищук?; Mosca, 31 ottobre 1983) è uno scacchista russo, Grande maestro.
Tra il 2000 e il 2007 ha partecipato a tre Campionati del mondo di scacchi FIDE: nel 2000 è arrivato alle semifinali, nel 2004 ai quarti mentre nel 2007 è arrivato ultimo a Città del Messico nel torneo a otto giocatori che costituiva il campionato mondiale (vinse Viswanathan Anand). Ha partecipato a quattro Tornei dei candidati tra il 2012 e il 2021 nel Campionato del mondo di scacchi riunificato, nel 2012 è stato sconfitto in finale da Boris Gelfand nell'incontro che avrebbe designato lo sfidante di Viswanathan Anand per il titolo mondiale.
Alle Olimpiadi degli scacchi ha vinto due medaglie d'oro (Istanbul 2000 e Bled 2002), una medaglia d'argento di squadra (Calvià 2004), un bronzo di squadra (Baku 2016) e un bronzo individuale come seconda riserva (Istanbul 2000). Ha vinto per tre volte il Campionato del mondo di scacchi lampo, nel 2006, nel 2012 e nel 2015.

## Carriera
Nell'ottobre 2008 a Halkidiki vince la Coppa europea di scacchi per club con la squadra dell'URAL Sverdlovskaja. Nel dicembre ha vinto a Ėlista, a pari merito con Teymur Rəcəbov e Dmitrij Olegovič Jakovenko, la terza tappa del FIDE Grand Prix 2008-2010. In marzo del 2009 ha vinto il prestigioso torneo di Linares (per spareggio tecnico su Vasyl' Ivančuk), nel dicembre dello stesso anno ha vinto a Mosca il 62º Campionato russo. Nel settembre 2011 arriva secondo alla Coppa del Mondo, risultato che lo ha qualificato per il torneo dei candidati 2013 di Londra.
Nel dicembre 2013 vince ad Antalya con la Russia il Campionato del mondo per nazioni. Nel novembre del 2014 vince a Mosca il Torneo Memorial Petrosian. Nell'ottobre del 2015 a Berlino vince per la terza volta il Campionato mondiale lampo con 15,5 punti su 21. Nello stesso mese vince a Skopje con la squadra della Siberia la Coppa europea di scacchi per club. Nel novembre del 2015 a Reykjavík, da seconda scacchiera, vince con la Russia, il Campionato Europeo 2015 a squadre per nazioni.
Nel febbraio del 2017 vince la tappa di Sharjah del FIDE Grand Prix a pari merito con Maxime Vachier-Lagrave e Şəhriyar Məmmədyarov totalizzando 5,5 punti., alla fine risulterà secondo assoluto dell'intero Tour qualificandosi per il Torneo dei candidati al Campionato del mondo 2018. In maggio vince il Campionato russo a squadre con il team della Siberia; con la stessa squadra, che viene rinominata Globus, in ottobre vince la Coppa europea di scacchi per club.
Ha ottenuto l'accesso al torneo dei candidati al titolo mondiale, che si è giocato a Berlino dal 9 al 28 marzo 2018, grazie al secondo posto nel Grand Prix Fide 2017 e si è infine qualificato sesto. Nel novembre 2019 ha vinto la tappa di Amburgo del FIDE Grand Prix 2019, sconfiggendo Jan-Krzysztof Duda in finale per 3½ - 2½; questo risultato gli permette di arrivare primo nella classifica del Tour, qualificandolo per il Torneo dei candidati 2020 del Mondiale 2020.
Nel 2020 gioca dal 16 al 26 marzo il Torneo dei candidati, che verrà interrottò alla fine del girone di andata a causa della pandemia di COVID-19, evento che costrinse la Russia, nazione ospitante del torneo, a chiudere il traffico aereo. Al momento dell'interruzione si erano giocati già 7 turni: Griščuk era a un punto dalla coppia di testa costituita dal francese Maxime Vachier-Lagrave e dal suo connazionale Jan Nepomnjaščij. Nel maggio 2020 vince il torneo on line veloce Play of Russia, con ricavato in beneficenza, organizzato dalla Federazione scacchistica russa, sconfiggendo per 3-0 Evgenij Tomaševskij.  Dal 19 al 27 aprile 2021, ad oltre un anno dall'interruzione a causa della pandemia di SARS-CoV-2, torna a disputare il Torneo dei candidati, che conclude al sesto posto con 7 punti su 14.

## Statistiche
Per quanto riguarda l'Elo nella specialità lampo, in agosto 2012 ha raggiunto i 2 923 punti, record assoluto superato da Magnus Carlsen nel mese di luglio 2014.
Ha raggiunto il proprio record Elo nelle partite a cadenza rapida nel luglio 2017 con 2 851 punti.
Nella lista FIDE di dicembre 2014 ha raggiunto il suo record personale con un punteggio Elo di 2 810 punti, il che lo rende uno dei quattordici giocatori al mondo ad aver mai superato la soglia dei 2800.

## Vita privata
È stato sposato con Natalja Žukova, con cui ha avuto una figlia, Maša. Dopo il divorzio, si è sposato con il Grande Maestro Kateryna Lahno, dalla quale ha quattro figli, l'ultimo nato nel 2018.